# Acrocordia subglobosa
Acrocordia subglobosa är en lavart som först beskrevs av V?zda, och fick sitt nu gällande namn av Josef Poelt och V?zda. Acrocordia subglobosa ingår i släktet Acrocordia, och familjen Monoblastiaceae. Enligt den finländska rödlistan är arten akut hotad i Finland. Arten har ej påträffats i Sverige. Artens livsmiljö är kalkstensklippor och kalkbrott, inklusive bar kalkjord.